# Bufo parkeri
Bufo parkeri és una espècie d'amfibi que viu a Kenya i Tanzània.
Està amenaçada d'extinció per la pèrdua del seu hàbitat natural.